# Urban Dictionary
Urban Dictionary – słownik internetowy poświęcony potocznym formom języka angielskiego. Został założony w 1999 r. przez Aarona Peckhama. Baza serwisu jest tworzona przez samych użytkowników.
Słownik zawiera 300 tys. definicji wyrażeń slangowych (2013). W rankingu Alexa serwis był notowany na miejscu 866 (sierpień 2020).